# Sainte-Clotilde, Québec
Sainte-Clotilde, Sainte-Clotilde-de-Châteauguay till 2010, är en kommun i provinsen Québec i Kanada. Den ligger i regionen Montérégie, i den sydöstra delen av landet, 160 km öster om huvudstaden Ottawa.